# مارك توماس (عالم حاسوب)
مارك توماس (بالإنجليزية: Marc Thomas)‏ هو رياضياتي وعالم حاسوب أمريكي، ولد في 1950، وتوفي في 2017.